# Most Kantara
Most Kantara nebo Most ha-Kantara (hebrejsky: גשר קנטרה nebo גשר הקנטרה, arabsky: el-Kantara) je most přes vádí Nachal Charod v Charodském, respektive Bejtše'anském údolí v severním Izraeli.
Nachází se v nadmořské výšce cca -120 metrů, asi 2 kilometry severozápadně od města Bejt Še'an a 1,5 kilometru severně od vesnice Mesilot. Na jihozápad od něj se rozkládá rozsáhlý areál umělých vodních nádrží. Okolí mostu dominuje na jižním břehu Nachal Charod pahorek Tel Bacul, na protějším břehu je to vrch Tel Temes. Od severu zde do Nachal Charod ústí vádí Nachal Nachum (arabsky: Vádí el-Kantara).
Most postavili ve středověku mamlúci coby akvadukt. Jeho účelem mělo být převedení vod z vádí Nachal Amal do oblasti severně od Nachal Charod. Okolí mostu je turisticky využíváno, na Nachal Charod se tu nachází vodopád.